# ウィリアム・コラーゾ
ウィリアム・コラーゾ・グティエレス（Williams Collazo Gutiérrez、1986年8月31日 ‐ ）は、キューバ・オルギン州出身の陸上競技選手。専門は短距離走。400mで44秒93の自己ベストを持つ。2010年ドーハ世界室内選手権男子400mの銀メダリストである。
アルベルト・ファントレナ、ロベルト・エルナンデスといった世界的ロングスプリンターを生んだキューバから2000年代に登場したロングスプリンター。400mではオリンピックと世界選手権を通じて、メダルはおろか決勝に進出したこともないが、世界室内選手権では2010年ドーハ大会で銀メダルを獲得し、この種目では1976年モントリオールオリンピック金メダリストのアルベルト・ファントレナ、1987年インディアナポリス世界室内選手権銀メダリストのロベルト・ヘルナンデスに次ぐ、キューバ史上3人目の世界大会（オリンピック・世界選手権・世界室内選手権）メダリストとなった。

## 経歴
2007年8月の大阪世界選手権男子400m予選で45秒29の自己ベスト（当時）をマーク。組3着に入り着順での準決勝進出を決めたが、準決勝は予選よりもタイムを落とし45秒54の組8着で敗退した。
2008年8月の北京オリンピック男子400m予選を45秒37で突破し、昨年の大阪世界選手権に続いて世界大会の準決勝に進出した。準決勝では45秒06の自己ベスト（当時）をマークするも、組6着で敗退した。
2009年8月のベルリン世界選手権男子400m準決勝で44秒93の自己ベストをマーク。全体7位のタイムながら、組み分けの不運もあり決勝には進めなかった。
2010年3月のドーハ世界室内選手権男子400m予選を46秒34の自己ベスト（当時）で突破し、この種目では1987年インディアナポリス大会のロベルト・ヘルナンデス（2位）以来、キューバ史上2人目のファイナリストとなった。決勝では準決勝のタイムを更新する46秒31の自己ベストをマークし、クリス・ブラウン（45秒96）に次ぐ2位に入り銀メダルを獲得した。

## 自己ベスト
記録欄の（　）内の数字は風速（m/s）で、+は追い風を意味する。
| 種目 | 記録          | 年月日        | 場所       | 備考 |
| 屋外 | 屋外          | 屋外          | 屋外       | 屋外 |
| ---- | ------------- | ------------- | ---------- | ---- |
| 200m | 21秒04 (+0.7) | 2010年5月23日 | ハバナ     |      |
| 400m | 44秒93        | 2009年8月19日 | ベルリン   |      |
| 500m | 1分00秒02     | 2013年2月5日  | ハバナ     |      |
| 室内 |               |               |            |      |
| 300m | 32秒74        | 2010年3月5日  | リエヴァン |      |
| 400m | 46秒31        | 2010年3月13日 | ドーハ     |      |

## 主要大会成績
備考欄の記録は当時のもの
| 年   | 大会                                | 場所               | 種目    | 結果     | 記録              | 備考                   |
| ---- | ----------------------------------- | ------------------ | ------- | -------- | ----------------- | ---------------------- |
| 2005 | アルバ競技大会 (en)                 | ハバナ             | 200m    | 4位      | 21秒49 (0.0)      |                        |
| 2005 | アルバ競技大会 (en)                 | ハバナ             | 400m    | 優勝     | 47秒16            |                        |
| 2005 | アルバ競技大会 (en)                 | ハバナ             | 4x400mR | 優勝     | 3分08秒14 (2走)   |                        |
| 2005 | 中央アメリカ・カリブ選手権 (en)     | ナッソー           | 400m    | 8位      | 46秒58            |                        |
| 2005 | 中央アメリカ・カリブ選手権 (en)     | ナッソー           | 4x400mR | 3位      | 3分02秒33 (1走)   |                        |
| 2006 | 北中米カリブU23選手権 (en)          | サントドミンゴ     | 400m    | 3位      | 45秒72            |                        |
| 2006 | 中央アメリカ・カリブ海競技大会 (en) | カルタヘナ         | 400m    | 7位      | 46秒95            |                        |
| 2006 | 中央アメリカ・カリブ海競技大会 (en) | カルタヘナ         | 4x400mR | 決勝     | DQ (1走)          |                        |
| 2007 | アルバ競技大会 (en)                 | カラカス           | 400m    | 優勝     | 45秒68            |                        |
| 2007 | アルバ競技大会 (en)                 | カラカス           | 4x400mR | 優勝     | 3分06秒84 (2走)   |                        |
| 2007 | パンアメリカン競技大会 (en)         | リオデジャネイロ   | 400m    | 4位      | 45秒45            | 自己ベスト             |
| 2007 | パンアメリカン競技大会 (en)         | リオデジャネイロ   | 4x400mR | 決勝     | DQ (4走)          |                        |
| 2007 | 世界選手権                          | 大阪               | 400m    | 準決勝   | 45秒54            | 予選45秒29：自己ベスト |
| 2008 | イベロアメリカ選手権 (en)           | イキケ             | 4x400mR | 優勝     | 3分03秒22 (2走)   |                        |
| 2008 | 中央アメリカ・カリブ選手権 (en)     | カリ               | 400m    | 4位      | 46秒04            |                        |
| 2008 | 中央アメリカ・カリブ選手権 (en)     | カリ               | 4x400mR | 優勝     | 3分02秒10 (1走)   |                        |
| 2008 | オリンピック                        | 北京               | 400m    | 準決勝   | 45秒06            | 自己ベスト             |
| 2008 | オリンピック                        | 北京               | 4x400mR | 予選     | 3分02秒24 (3走)   |                        |
| 2009 | アルバ競技大会 (en)                 | ハバナ             | 400m    | 優勝     | 45秒74            |                        |
| 2009 | 中央アメリカ・カリブ選手権 (en)     | ハバナ             | 400m    | 優勝     | 44秒96            |                        |
| 2009 | 中央アメリカ・カリブ選手権 (en)     | ハバナ             | 4x400mR | 優勝     | 3分03秒26 (1走)   |                        |
| 2009 | 世界選手権                          | ベルリン           | 400m    | 準決勝   | 44秒93            | 自己ベスト             |
| 2010 | 世界室内選手権                      | ドーハ             | 400m    | 2位      | 46秒31            | 自己ベスト             |
| 2010 | イベロアメリカ選手権 (en)           | サン・フェルナンド | 400m    | 2位      | 45秒33            |                        |
| 2010 | イベロアメリカ選手権 (en)           | サン・フェルナンド | 4x400mR | 優勝     | 3分04秒86 (4走)   |                        |
| 2011 | 世界選手権                          | 大邱               | 400m    | 準決勝   | 46秒13            |                        |
| 2011 | パンアメリカン競技大会 (en)         | グアダラハラ       | 400m    | 4位      | 45秒33            |                        |
| 2011 | パンアメリカン競技大会 (en)         | グアダラハラ       | 4x400mR | 優勝     | 2分59秒43 (4走)   |                        |
| 2012 | イベロアメリカ選手権 (en)           | バルキシメト       | 400m    | 2位      | 45秒81            |                        |
| 2012 | イベロアメリカ選手権 (en)           | バルキシメト       | 4x400mR | 優勝     | 3分00秒43 (4走)   |                        |
| 2012 | オリンピック                        | ロンドン           | 4x400mR | 決勝     | DNF (1走)         |                        |
| 2014 | 世界リレー (en)                     | ナッソー           | 4x400mR | 5位      | 3分00秒61 (1走)   |                        |
| 2014 | 中央アメリカ・カリブ海競技大会 (en) | ベラクルス         | 4x400mR | 優勝     | 3分00秒70 （1走） | 大会記録               |
| 2015 | 世界リレー (en)                     | ナッソー           | 4x400mR | B決勝2位 | 3分03秒73 (1走)   |                        |
| 2015 | 北中米カリブ選手権 (en)             | サンホセ           | 400m    | 予選     | 46秒30            |                        |
| 2015 | 北中米カリブ選手権 (en)             | サンホセ           | 4x400mR | 3位      | 3分01秒22 (1走)   |                        |
| 2015 | パンアメリカン競技大会 (en)         | トロント           | 4x400mR | 2位      | 2分59秒84 (1走)   |                        |
| 2015 | 世界選手権                          | 北京               | 4x400mR | 7位      | 3分03秒05 (1走)   |                        |
| 2016 | イベロアメリカ選手権 (en)           | リオデジャネイロ   | 400m    | 7位      | 45秒92            |                        |
| 2016 | イベロアメリカ選手権 (en)           | リオデジャネイロ   | 4x400mR | 決勝     | DQ (1走)          |                        |
| 2016 | オリンピック                        | リオデジャネイロ   | 4x400mR | 6位      | 2分59秒53 (1走)   |                        |
| 2017 | 世界リレー (en)                     | ナッソー           | 4x400mR | 5位      | 3分03秒84 (1走)   |                        |
| 2017 | 世界選手権                          | ロンドン           | 4x400mR | 6位      | 3分01秒10 (1走)   |                        |